# Piorella gressitti
Piorella gressitti är en insektsart som beskrevs av Evans 1972. Piorella gressitti ingår i släktet Piorella och familjen dvärgstritar. Inga underarter finns listade i Catalogue of Life.